# Josef Čapek
Josef Čapek (pronunție în cehă [ˈjozɛf ˈtʃapɛk]; n. 23 martie 1887, Hronov⁠(d), Hradec Králové, Cehia – d. aprilie 1945, Lagărul de concentrare Bergen-Belsen, Statul Liber Prusia⁠(d), Reich-ul German) a fost un artist ceh care a fost cel mai bine cunoscut ca pictor, dar care s-a remarcat, de asemenea, și ca scriitor și poet. El a inventat cuvântul robot, care a fost introdus în literatură de către fratele său, Karel Čapek.

## Biografie
Čapek a fost născut în Hronov, Boemia (Austro-Ungaria, mai târziu Cehoslovacia, în prezent Republica Cehă), în 1887. Inițial pictor al școlii cubiste, el și-a dezvoltat mai târziu propriul său stil primitiv jucăuș. A colaborat cu fratele său, Karel, la scrierea mai multor piese de teatru și povestiri scurte; pe cont propriu, el a scris  piesa de teatru utopică Țara cu mai multe nume și mai multe romane, precum și eseuri critice, în care a susținut arta inconștientului, pentru copii și pentru sălbatici. El a fost numit de către fratele său ca adevăratul inventator al termenului robot. A lucrat pe post de caricaturist la  Lidové Noviny, un ziar cu sediul în Praga. 
Din cauza atitudinii sale critice față de național-socialism și de Adolf Hitler, a fost arestat după invazia germană în Cehoslovacia din 1939. El a scris Poezii dintr-un lagăr de concentrare în lagărul de concentrare de la Bergen-Belsen, unde a murit în 1945. În iunie 1945, Rudolf Margolius s-a deplasat la Bergen-Belsen, împreună cu soția lui Čapek, Jarmila Čapková, pentru a-l căuta pe Josef Čapek.
Poveștile sale ilustrate Povídání o Pejskovi o Kočičce (Totul despre câine și pisică) sunt considerate opere clasice ale literaturii cehe pentru copii.

## Opere literare (selecție)
- Lelio, 1917
- Povídání o pejskovi o kočičce (Totul despre câine și pisică), 1929, povești ilustrate pentru copii
- Stín kapradiny, 1930, roman
- Kulhavý poutník, eseuri, 1936
- Țara cu mai multe nume
- Básně z koncentračního tabora (Poezii dintr-un lagăr de concentrare), publicat postum în 1946
- Adam Stvořitel (Adam Creatorul) – cu Karel Čapek
- Dášeňka, čili život štěněte (Dashenka, sau viața unui cățeluș) – cu Karel Čapek, ilustrat de Josef
- Ze života hmyzu (Imagini din viața insectelor), 1921 – cu Karel Čapek